# Damoclès (mythologie)
Pour les articles homonymes, voir Damoclès (homonymie).

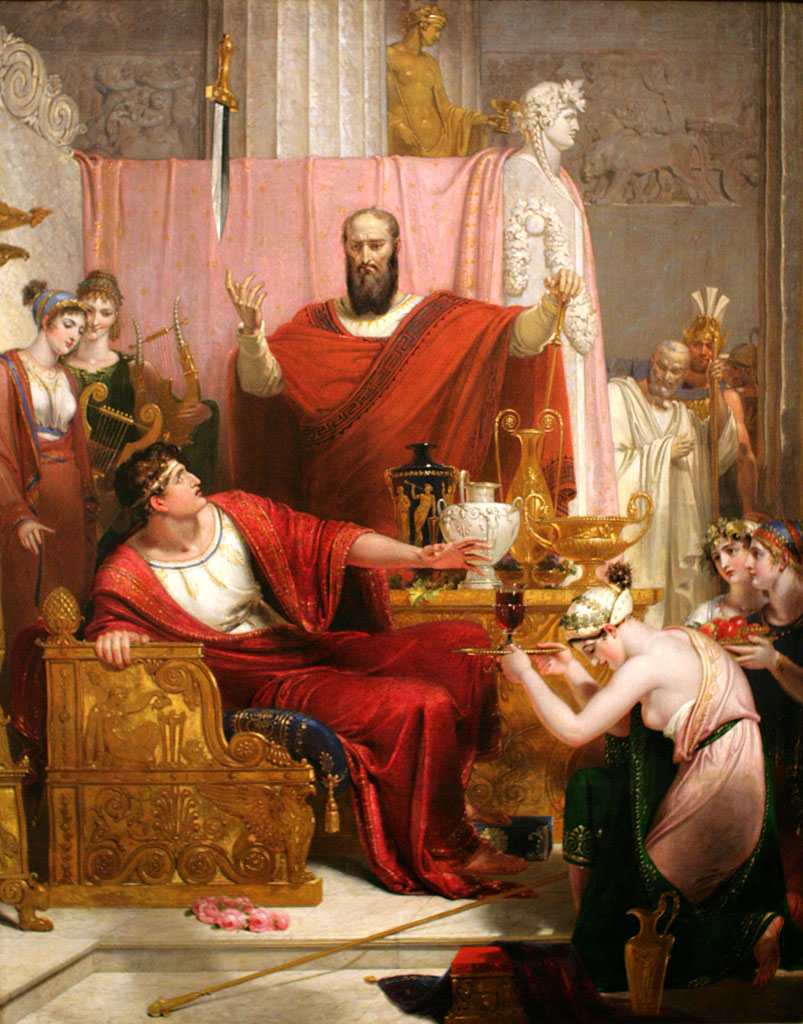
« Sword of Damocles ». Tableau d'inspiration néoclassique de Richard Westall (1812).

Damoclès est une figure présentée dans une allégorie morale dite de « l'épée de Damoclès ». Cette expression est utilisée pour signifier qu'un danger constant peut nous frapper.
Damoclès, un orfèvre, est le personnage-clé d'un épisode de la mythologie grecque.

## Origines du mythe
L'anecdote aurait vraisemblablement figuré dans l'un des livres — maintenant perdu — des Histoires de l'historien grec Timée de Tauroménion. L'orateur romain Cicéron aurait ensuite lu l'anecdote dans la Bibliothèque historique de Diodore de Sicile pour en faire usage dans ses Tusculanae disputationes, par le biais desquels elle pénétra la culture populaire européenne.

## Le mythe
Denys l'Ancien, tyran de Syracuse, vivait dans un château cerné d'une fosse et sans cesse sous la surveillance de nombreux gardes. Denys, toujours sur le qui-vive, évoluait alors au milieu de courtisans qui devaient le flatter et le rassurer. Parmi eux, Damoclès, roi des orfèvres, ne cessait de flatter son maître sur la chance qu'il avait d'être le tyran de Syracuse.
Agacé, celui-ci lui proposa de prendre sa place le temps d'une journée. Au milieu du festin, Damoclès leva la tête et aperçut une épée suspendue au-dessus de lui ; cette épée était retenue par un crin du cheval de Denys. D'autres disent que cette épée était suspendue par le tyran Denys. Ainsi, il montra à Damoclès que son rôle de tyran possédait deux faces, c'était à la fois un sentiment de puissance et le risque d'une « mort » pouvant frapper à tout moment.

## Interprétation contemporaine
Depuis le XIXe siècle, on parle d'une « épée de Damoclès » pour décrire une situation particulièrement dangereuse ou pénible qui peut se produire d'un moment à l'autre.
En 1981, Koocher (en) et O'Malley décrivent le « syndrome de Damoclès » qui se caractérise par de l'anxiété et des tendances dépressives, résultat d'une peur constante de la récidive du cancer chez les enfants ayant survécu (leur étude avait commencé en 1975).

## Éponymie
L'astéroïde (5335) Damoclès porte son nom.